# Unité urbaine de Gondecourt
L'unité urbaine de Gondecourt est une unité urbaine française de l'aire urbaine de Lille centrée sur la commune de Gondecourt.

## Données globales
En 2010, selon l'Insee, l'unité urbaine de Gondecourt est composée de deux communes, toutes situées dans l'arrondissement de Lille, subdivision administrative du département du Nord.
L'unité urbaine de Gondecourt appartient à l'aire urbaine de Lille.

## Délimitation de l'unité urbaine de 2010
En 2010, l'Insee a procédé à une révision des délimitations des unités urbaines  de la France; celle de Gondecourt est composée de deux communes.

### Communes
Liste des communes appartenant à l'unité urbaine de Gondecourt selon la nouvelle délimitation de 2010 et sa population municipale en 2010 (liste établie par ordre alphabétique) :
| Nom        | Code Insee | Statut | Superficie (km2) | Population (dernière pop. légale) | Densité (hab./km2) |
| ---------- | ---------- | ------ | ---------------- | --------------------------------- | ------------------ |
| Gondecourt | 59266      |        | 8,22             | 4 099 (2022)                      | 499                |
| Herrin     | 59304      |        | 2,17             | 426 (2022)                        | 196                |

## Évolution démographique
L'évolution démographique ci-dessous concerne l'unité urbaine selon le périmètre défini en 2010.
| 1968  | 1975  | 1982  | 1990  | 1999  | 2006  | 2011  | 2016  | - | - |
| ----- | ----- | ----- | ----- | ----- | ----- | ----- | ----- | - | - |
| 2 904 | 3 114 | 3 738 | 4 144 | 4 275 | 4 361 | 4 340 | 4 427 | - | - |